# Cofradía del Santo Cristo de San Marcos
La Cofradía del Santo Cristo de San Marcos es una cofradía católica de Segovia, Castilla y León, España. Tiene su sede canónica en la iglesia de San Marcos.
La cofradía sale en procesión durante el Viernes de Dolores y el Viernes Santo durante el traslado de la imagen a la Catedral y en la Procesión de los Pasos. Su imagen titular es el Santo Cristo de San Marcos, de autor anónimo

## Historia
La Cofradía del Santo Cristo de San Marcos aparece a principios del siglo XX, nació como una asociación de carácter benéfico y religioso. Durante los años 50 las congregaciones marianas acompañaban en procesión al "Cristo de la Buena Muerte", como así lo llamaban. En 1966, la cofradía se hace cargo de la imagen del Santo Cristo y sale en procesión ese mismo año, la talla fue restaurada en el año 2002 y realizó la procesión  de "Las Tres Caídas" por primera vez en 2010.Debido  a la  meteorología, la Cofradía no pudo procesionar el Viernes Santo de 2024; y por tanto, participar en la Procesión de los Pasos de ese año.

## Pasos

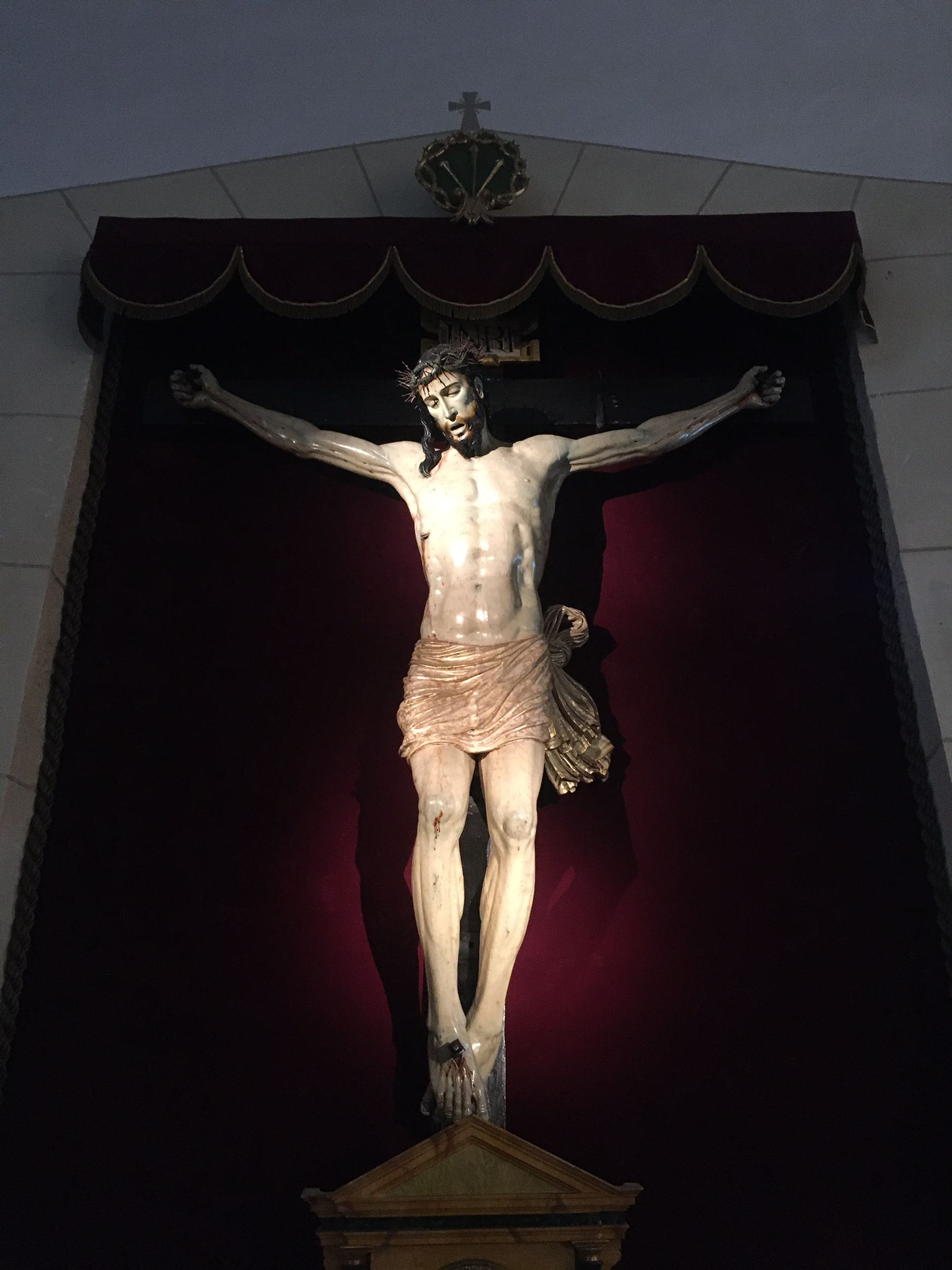
Talla del Cristo de San Marcos en su sede canónica

La talla del Santo Cristo de San Marcos es una escultura de madera policromada realizada en el siglo XVII, el autor es anónimo pero es obra de la escuela castellana. La imagen formó parte de la exposición "El Árbol de la Vida", undécima edición de las Edades del Hombre en 2003.

## Hábito
El hábito de los nazarenos se compone de una hábito color morado y un capuchón granate, ambos de raso, ceñidos por un cíngulo granate, aunque no siempre fue así. El primer año en el que salieron (1966) lo hicieron de forma humilde, vestidos con ropa de calle y con una vela en la mano. Al año siguiente, lograron que la Catedral de Segovia cediera unos capuchones a la cofradía, y en 1968 pudieron alquilar unos en Madrid. Un año después consiguieron confeccionar la vestimenta que a día de hoy les caracteriza.

## Acompañamiento
Hasta 1987, los pasos eran acompañados por la Banda de Cruz Roja Segovia, actualmente son acompañados por la Banda de dulzainas, tambores y carraca de la Cofradía del Santo Cristo de San Marcos.